# Albânia no Festival Eurovisão da Canção 2010
A Albânia foi o vigéssimo quarto país a confirmar a sua presença no Festival Eurovisão da Canção 2010, a 19 de agosto de 2009.. O país levou Juliana Pasha, com a canção Nuk mundem pa ty ao festival de Oslo, sendo que conquistou o 16.º lugar com 62 pontos.

## Selecção Nacional
Para eleger o seu representante de 2010, a Albânia manteve o seu tradicional Festivali i Kënges. 
A canção vencedora foi anunciada a 27 de dezembro de 2009. Chama-se Nuk mundem pa ty e é interpretada em Albanês por Juliana Pasha.
| Artista                       | Canção                      | Compositor        |
| ----------------------------- | --------------------------- | ----------------- |
| Anjeza Shahini                | "Pasqyra e vetes"           | Sokol Marsi       |
| Teuta Kurti                   | "Mall i pashuar"            | Teuta Kurti       |
| Claudio La Regina             | "Ave Maria"                 | Scaravaglione     |
| Kamela Islam                  | "Kalimtar"                  | Kristi Popa       |
| Lako & Bojken Banda Adriatica | "Love Love Love"            | Bojken Lako       |
| Besa Kokëdhima                | por anunciar                | Pirro Çako        |
| Dorina Garuci                 | "Sekreti i dashurisë"       | Klodian Qafoku    |
| Juliana Pasha                 | "Nuk mundem pa ty"          | Ardit Gjebrea     |
| Denisa Macaj                  | por anunciar                | Adrian Hila       |
| Halilaj                       | "Party Dorian"              | Nini Erga         |
| Era Rusi                      | "U dashuruam"               | Arsen Nasi        |
| Eliza Hoxha                   | "Ne mes"                    | Florent Boshnjaku |
| Flaka Krelani                 | "Le të bëhet çfarë të dojë" | Edmond Zhulali    |
| Mariza Ikonomi                | "Vazhdoj këndoj"            | Mariza Ikonomi    |
| Erti Hizmo & Lindita Halimi   | "Nuk të dorëzohem"          | Gent Myftaraj     |
| Stefi & Endri Prifti          | por anunciar                | Stefi Prifti      |
| Guximtar Rushani              | "Gëzuar"                    | Agim Poshka       |
| Rovena Dilo                   | "Përtej kohës"              | Endri Sina        |
| Kejsi Tola                    | "Pse ekzistojmë"            | Voltan Prodani    |

| Artista                          | Canção                      | Compositor      |
| -------------------------------- | --------------------------- | --------------- |
| Stefan Marena                    | "Retë s'na ndajnë"          | Roland Guli     |
| Brikena Asa                      | "Sa dua unë"                | Gjergj Jorgaqi  |
| Onanta Spahiu                    | "Dashurisë i erdhi vjeshta" | Renuar Nimani   |
| Jona Koleci                      | "Stinë dashurie"            | Mark Luli       |
| Nazmie Selimi                    | "Beso akoma"                | Alfred Kaçinari |
| Goldi Halili                     | "Tirana Brodëay"            | Agim Krajka     |
| Iris Hoxha                       | "Zërin tim ta ndjesh"       | Edmond Rrapi    |
| Supernova                        | "Gabimi"                    | Briz Musaraj    |
| Ardita Tusha                     | "Je larg"                   | Edmond Mancaku  |
| Selina Prelaj                    | "Të dy e dimë"              | Selina Prelaj   |
| Vitmar Basha                     | "Një tjetër jetë"           | Vitmar Basha    |
| Jorida Zaimaj                    | "Për ty"                    | Evans Rama      |
| Lutus                            | "Botë pa sy"                | Endrit Shani    |
| Kelly                            | "Ajo"                       | Florian Carkanj |
| Dorina Toçi                      | "Një fjalë të ngrohtë"      | Petrit Tërkuçi  |
| Borana Kalemi                    | "Ti"                        | Borana Kalemi   |
| Amanda Ujkaj & Violeta Lulgjuraj | "Vitet më të bukura"        | Luigj Dedvukaj  |
| Yje të panjohur                  | "Si dy të huaj"             | Florian Zyka    |